# Volker Wulfmeyer
Volker Wulfmeyer (* 8. Oktober 1965 in Bad Driburg) ist ein deutscher Physiker, Meteorologe, Klima- und Erdsystemforscher, Hochschullehrer, sowie Mitglied der Heidelberger Akademie der Wissenschaften.

## Biografie
Wulfmeyer studierte von 1986 bis 1991 Physik an der Georg-August-Universität in Göttingen und wurde 1995 an der Universität und Max-Planck-Institut für Meteorologie bei Hartmut Graßl und Jens Bösenberg im Fachbereich Geowissenschaften mit der Arbeit „DIAL-Messungen von vertikalen Wasserdampfverteilungen“ promoviert. Von 1995 bis 1996 setzte er seine Forschungsarbeiten an der Universität Hamburg als Postdoc fort. Im Rahmen eines Feodor-Lynen-Stipendiums der Alexander-von-Humboldt-Stiftung arbeitete er 1996 bis 1998 als Postdoc und Leiter des gemeinsamen Lidar-Forschungsteams der NOAA und des NCAR in Boulder (Colorado), sowie 1998 bis 2000 als Wissenschaftler beim NCAR. Im Jahr 1999 wurde Wulfmeyer an der Universität Hamburg im Fachbereich Geowissenschaften habilitiert. Seine Venia Legendi im selben Fachbereich erhielt er im Jahr 2000 ebenfalls an der Universität Hamburg.
Seit Februar 2001 ist Wulfmeyer Universitätsprofessor sowie Geschäftsführender Direktor des Instituts für Physik und Meteorologie sowie Inhaber des Lehrstuhls für Physik und Meteorologie an der Universität Hohenheim in Stuttgart.

## Forschungsschwerpunkte und -projekte
Schon während seines Studiums befasste sich Wulfmeyer mit der Entwicklung und Anwendung von Excimer- und Farbstofflasern in der Molekülspektroskopie sowie der nichtlinearen Optik. Beim Max-Planck-Institut für Meteorologie in Hamburg wandte er diese Kenntnisse in der aktive Fernerkundung an, insbesondere zur Entwicklung eines Lasertransmitters zur Messung von Profilen der Luftfeuchtigkeit (Wasserdampf) mittels der Differential Absorption Lidar (DIAL)-Methode. Bei der NOAA und dem NCAR setzte er die Forschungen zu Lasertransmittern und der Anwendung von Lidar-Methoden fort, in diesem Fall zur Weiterentwicklung eines injection-seeded, gepulsten Tm:YAG-Lasers für das kohärente Doppler-Lidar-System HRDL (High-Resolution Doppler Lidar) der NOAA. Zurück in Deutschland erweiterte er diese Arbeiten mit der Entwicklung von 3D-abtastenden Wasserdampf-DIAL- und Wasserdampf- und Temperatur-Raman-Lidar-Systeme und von weltraumgestützten Lidar-Systemen.
Darauf basierend entwickelte Wulfmeyer geeignete Sensor-Synergien zur Untersuchung von turbulenten Transportprozessen in der konvektiven Grenzschicht, mesoskaligen Zirkulationen in komplexem Gelände, Austauschprozessen an der Landoberfläche, Entrainment-Prozessen an der Oberkante der Grenzschicht und generell zu Untersuchung der Land-Atmosphären-Rückkopplung.
Parallel optimierte sein Team an der Universität Hohenheim das Land-Atmosphären-Modell WRF-NOAHMP weiter, das für vielfältige Modellstudien eingesetzt wurde, z. B. für Turbulenzanalysen, die Luftverschmutzung über Stuttgart, Bio-Geoengineering-Ansätze, hochauflösende Wettervorhersagen, Impakt-Studien für die Datenassimilation sowie für regionale Klimasimulationen. Sein Institut trug dabei zu den neuesten, regionalen Klimaprojektionen für Europa im Rahmen des BMBF-Projekts ReKliEs-De und des EURO-CORDEX-Projekts des Weltklimaforschungsprogramms bei.
In den letzten Jahren fanden auch Machine Learning-Ansätze Eingang in dieses Forschungsportfolio, z. B. zur Erforschung von Austauschprozessen an der Landoberfläche. Gegenwärtig baut sein Team das Land Atmosphere Feedback Observatory (LAFO) aus, das zur Untersuchung des Land-Atmosphären-Systems dient.

## Innovationen in der Lehre
Als Gründer und Leiter des englischsprachigen Studienganges Earth and Climate System Science (ECSS) entwickelte Wulfmeyer einen seit 2011 bestehenden, forschungsorientierten Masterstudiengang, mit dem die Universität Hohenheim nationale und internationale Studierende ausbildet und Interdisziplinarität fördert. Dieser Studiengang soll zu einer für die Menschen nachhaltigen, gleichberechtigten und gerechten Entwicklung des Systems Erde beitragen. Der Studiengang nimmt das gesamte Erdsystem ins Blickfeld, wobei die einzelnen Themenfelder als Teile eines Ganzen begriffen werden, das es mittels Fachwissens und interdisziplinärer Kooperation, aber auch durch Sensibilisierung gemeinsamer Schnittstellen immer weiter zu erforschen gilt.

## Weitere Interessen und Aktivitäten
Als einer der ersten Mitunterzeichner der Erklärung „Scientists for Future“ und Mitbegründer der Stuttgarter Regionalgruppe dieser Bewegung beschäftigt sich Wulfmeyer auch mit Problemen und Fragestellungen, die durch den Klimawandel aufgeworfen werden. Wichtig neben der Evaluierung von Daten und Projektionen in die Zukunft wird aufgezeigt, was jeder Einzelne unternehmen kann, um seinen Teil zum Schutze des Planeten beizutragen. Aufklärung der Bevölkerung über die Klimakrise ist auf dieser Basis ebenso wichtig, wie die Umsetzung zielführender Handlungsmodelle durch die Politik. In diesem Sinne sind Scientist for Future ein Zusammenschluss nicht nur aus landes-, sondern auch aus weltweiten Wissenschaftlern, mit dem Ziel, sich für eine nachhaltigen Zukunft einzusetzen und mit ihren Stimmen dieses wichtige Thema in das Bewusstsein eines breiteren Personenkreises zu tragen.
Im Rahmen dieses Engagements gründete Wulfmeyer die Arbeitsgruppe Klimakrise an der Heidelberger Akademie der Wissenschaften.

## Auszeichnungen
- 1996: Preis der Deutschen Meteorologischen Gesellschaft für die „Beste meteorologische Anwendung eines Lidar-Systems“, Internationale Laserradar-Konferenz (ILRC), Berlin[4]
- 2011: Ernennung zum ersten Mitglied der Heidelberger Akademie der Wissenschaften von der Universität Hohenheim[4]
- 2016: First Cycle Award des United Arab Emirates Research Program for Rain Enhancement Science (UAEREP)[4]
- 2020: Ernennung zum ersten deutschen Mitglied des WCRP-Gremiums der Global Energy and Water Exchanges (GEWEX) Global Land/Atmosphere System Study (GLASS)[4]

## Veröffentlichungen (Auswahl)
- Wulfmeyer, V. A. and Behrendt, 2021: Raman Lidar for Water-Vapor and Temperature Profiling. In: Foken T (ed.), Handbook of Atmospheric Measurements. Springer Nature, Switzerland, 719-739. doi:10.1007/978-3-030-52171-4_25.
- Behrendt, A., V. Wulfmeyer, C. Senff, C., S.K. Muppa, F. Späth, D. Lange, N. Kalthoff, and A. Wieser, 2020: Observation of sensible and latent heat flux profiles with lidar, Atmos. Meas. Tech. 13, 3221–3233, doi:10.5194/amt-13-3221-2020.

- Branch, O., and V. Wulfmeyer, 2019: Deliberate enhancement of rainfall using desert plantations. Proc. Natl. Acad. Sci. U. S. A. 116(38), 18841–18847, doi:10.1073/pnas.1904754116

- Wulfmeyer, V., D.D. Turner, B. Baker, R. Banta, A. Behrendt, T. Bonin, W.A. Brewer, M. Buban, A. Choukulkar, E. Dumas, R.M. Hardesty, T. Heus, J. Ingwersen, D. Lange, T. R. Lee, S. Metzendorf, S.K. Muppa, T. Meyers, R. Newsom, M. Osman, S. Raasch, J. Santanello, C. Senff, F. Späth, T. Wagner, T. Weckwerth, 2018: A new research approach for observing and characterizing land-atmosphere feedback. Bull. Amer. Meteorol. Soc. 99, 1639-1667, doi:10.1175/BAMS-D-17-0009.1.
- Wulfmeyer, V., S.K. Muppa, A. Behrendt, E. Hammann, F. Späth, Z. Sorbjan, D.D. Turner, and R.M. Hardesty, 2016: Determination of convective boundary layer entrainment fluxes, dissipation rates, and the molecular destruction of variances: Theoretical description and a strategy for its confirmation with a novel lidar system synergy. J. Atmos. Sci. 73, 667-692, doi:10.1175/JAS-D-14-0392.1.
- Wulfmeyer, V., R.M. Hardesty, D.D. Turner, A. Behrendt, M.P. Cadeddu, P. Di Girolamo, P. Schlüssel, J. Van Baelen, and F. Zus, 2015: A review of the remote sensing of lower-tropospheric thermodynamic profiles and its indispensable role for the understanding and the simulation of water and energy cycles. Rev. Geophys. 53, 819–895, doi:10.1002/2014RG000476
- Turner, D.D., V. Wulfmeyer, L.K. Berg, and J.H. Schween, 2014: Water vapor turbulence profiles in stationary continental convective mixed layers. J. Geophys. Res. 119, 11,151-11,165, doi:10.1002/2014JD022202
- Wulfmeyer, V., O. Branch, K. Warrach-Sagi, H.-S. Bauer, T. Schwitalla, and K. Becker, 2014: The impact of plantations on weather and climate in coastal desert regions. J. Appl. Meteorol. Climatol. 53, 1143-1169, doi:10.1175/JAMC-D-13-0208.1.
- Wagner, G., V. Wulfmeyer, F. Späth, A. Behrendt, and M. Schiller, 2013: Performance and specifications of a pulsed high-power single-frequency Ti:Sapphire laser for water-vapor differential absorption lidar. Appl. Opt. 52, 2454-2469, doi:10.1364/AO.52.002454.
- Wagner, G., V. Wulfmeyer, and A. Behrendt, 2011: Detailed performance modeling of a pulsed high-power single-frequency Ti:Sapphire laser. Appl. Opt. 50, 5921-5937, doi:10.1364/AO.50.005921.
- Behrendt, A., V. Wulfmeyer, A. Riede, G. Wagner, S. Pal, H. Bauer, M. Radlach, and F. Späth, 2009: 3-Dimensional observations of atmospheric humidity with a scanning differential absorption lidar. In Richard H. Picard, Klaus Schäfer, Adolfo Comeron et al. (Eds.), Remote Sensing of Clouds and the Atmosphere XIV, SPIE Conference Proceeding Band 7475, ISBN 978-0-8194-7780-4, 2009, Art. No. 74750L, doi:10.1117/12.835143.
- Wulfmeyer, V., and G. Feingold, 2000: On the relationship between relative humidity and particle backscattering coefficient in the marine boundary layer determined with differential absorption lidar. J. Geophys. Res. 105 D4, 4729-4741. doi:10.1029/1999JD901030.
- Lenschow, D. H., V. Wulfmeyer, and C. Senff, 2000: Measuring second-through fourth-order moments in noisy data. J. Atmos. Oceanic Technol. 17, 1330-1347, doi:10.1175/1520-0426(2000)017<1330:MSTFOM>2.0.CO;2.
- Wulfmeyer, V., and C. Walther, 2001a: Future performance of ground-based and airborne water vapor differential absorption lidar. I: Overview and theory. Appl. Opt. 40, 5304-5320, doi:10.1364/AO.40.005304
- Wulfmeyer, V., and C. Walther, 2001b: Future performance of ground-based and airborne water vapor differential absorption lidar. II: Simulations of the precision of a near-infrared, high-power system. Appl. Opt. 40, 5321-5336, doi:10.1364/AO.40.005321.
- Wulfmeyer, V., 1999: Investigation of turbulent processes in the lower troposphere with water-vapor DIAL and Radar-RASS. J. Atmos. Sci. 56, 1055-1076, doi:10.1175/1520-0469(1999)056<1055:IOTPIT>2.0.CO;2
- Wulfmeyer, V., 1999: Investigations of humidity skewness and variance profiles in the convective boundary layer and comparison of the latter with large eddy simulation results. J. Atmos. Sci. 56, 1077-1087, doi:10.1175/1520-0469(1999)056<1077:IOHSAV>2.0.CO;2.
- Wulfmeyer, V., and J. Bösenberg, 1998: Ground-based differential absorption lidar for water-vapor profiling: Assessment of accuracy, resolution, and meteorological applications. Appl. Opt. 37, 3825-3844, doi:10.1364/AO.37.003825.